# Венцвілл (Міссурі)
Венцвілл (англ. Wentzville) — місто (англ. city) в США, в окрузі Сент-Чарлз штату Міссурі. Населення — 44 372 особи (2020).

## Географія
Венцвілл розташований за координатами 38°48′57″ пн. ш. 90°52′9″ зх. д. / 38.81583° пн. ш. 90.86917° зх. д. (38.815769, -90.869282).  За даними Бюро перепису населення США в 2010 році місто мало площу 51,77 км², з яких 51,71 км² — суходіл та 0,06 км² — водойми.

## Демографія
Згідно з переписом 2010 року, у місті мешкало 29 070 осіб у 9767 домогосподарствах у складі 7852 родин. Густота населення становила 562 особи/км².  Було 10305 помешкань (199/км²).
Расовий склад населення:
| - 89,9 % — білих - 6,0 % — чорних або афроамериканців - 1,2 % — азіатів - 0,3 % — корінних американців |

До двох чи більше рас належало 1,9 %. Частка іспаномовних становила 2,7 % від усіх жителів.
За віковим діапазоном населення розподілялося таким чином: 33,7 % — особи молодші 18 років, 58,8 % — особи у віці 18—64 років, 7,5 % — особи у віці 65 років та старші. Медіана віку мешканця становила 31,2 року. На 100 осіб жіночої статі у місті припадало 94,2 чоловіків;  на 100 жінок у віці від 18 років та старших — 90,5 чоловіків також старших 18 років.
Середній дохід на одне домашнє господарство  становив 84 045 доларів США (медіана — 73 253), а середній дохід на одну сім'ю — 92 115 доларів (медіана — 81 852). Медіана доходів становила 56 890 доларів для чоловіків та 40 041 долар для жінок. За межею бідності перебувало 6,1 % осіб, у тому числі 7,2 % дітей у віці до 18 років та 5,2 % осіб у віці 65 років та старших.
Цивільне працевлаштоване населення становило 16 562 особи. Основні галузі зайнятості: освіта, охорона здоров'я та соціальна допомога — 20,8 %, роздрібна торгівля — 12,6 %, виробництво — 11,3 %, мистецтво, розваги та відпочинок — 11,2 %.